# Solfoemoglobinemia
La solfoemoglobinemia o sulfemoglobinemia è una rara condizione in cui un atomo di zolfo viene incorporato nella molecola dell'emoglobina, generando la cosiddetta solfoemoglobina. La combinazione tra lo zolfo e il ferro dell'eme avviene con un legame irreversibile e genera un pigmento verde incapace di tornare alla conformazione iniziale e trasportare l'ossigeno.

## Eziologia
La causa è da riconoscersi nella somministrazione di farmaci o sostanze appartenenti ai solfonammidi, quali acetanilide, fenacetina, alcuni nitrati, trinitrotoluene e derivati solforici come i sulfamidici. Può esitare anche dalla somministrazione di fenazopiridina, dapsone, solfato di idrossilammina e sumatriptan.

## Clinica
Il paziente si presenta con una colorazione variabile dal verde al bluastro del sangue, della cute e delle mucose, in assenza di anormalità all'esame emocromocitometrico. All'emogasanalisi si definisce una cianosi alla presenza di una concentrazione di solfoemoglobina superiore a 0,5 g/100ml.

## Trattamento
La condizione si risolve autonomamente con la sospensione dell'esposizione al fattore causale e la sostituzione degli eritrociti tramite l'emopoiesi. In rari casi può rendersi necessaria una trasfusione di sangue. Non sono noti antidoti.